# Bastian Nau
Bastian Nau (...) è un ex giocatore di football americano e allenatore di football americano tedesco che ha giocato nel ruolo di tight end.

## Palmarès
- 1 Europeo (2010)